# The Desert Song (1929)
The Desert Song (bra: A Canção do Deserto) é um filme musical pre-Code estadunidense de 1929, do gênero aventura, dirigido por Roy Del Ruth, e estrelado por John Boles, Carlotta King, Louise Fazenda, Myrna Loy e Johnny Arthur. O roteiro de Harvey Gates foi baseado no livro e na peça teatral homônimos de 1926, de Oscar Hammerstein II, Otto Harbach e Frank Mandel.
Foi fotografado parcialmente em Technicolor de duas cores, se tornando o primeiro filme lançado pela Warner Bros. a incluir cores em uma produção. 
A produção estreou no Teatro Casino na Broadway em 30 de novembro de 1926, e teve 465 apresentações. Embora algumas das músicas do espetáculo tenham sido omitidas, o filme é praticamente uma duplicata da produção teatral, e é extremamente fiel a ela.
Com base no sucesso de "The Desert Song", a Warner Bros. rapidamente escalou John Boles em um longa-metragem musical colorido chamado "Song of the West", que teve suas gravações finalizadas em junho de 1929, mas seu lançamento adiado até março de 1930.

## Sinopse
O general francês Birbeau (Edward Martindel) foi enviado ao Marrocos para erradicar e destruir os rifenhos, um bando de rebeldes árabes que ameaçam a segurança do posto avançado francês no deserto marroquino. Seu líder arrojado e temerário é o misterioso "Red Shadow" (John Boles). Margot Bonvalet (Carlotta King), uma adorável e atrevida garota francesa, está prestes a se casar com o braço direito de Birbeau, o Capitão Fontaine (John Miljan). O filho de Birbeau, Pierre, que é na verdade o Red Shadow, ama Margot, mas finge ser uma pessoa ruim para preservar sua identidade secreta. Margot diz a Pierre que ela secretamente anseia ser levada por algum sheik ousado e arrojado, ou talvez até mesmo pelo próprio Red Shadow. Então, Pierre, como Red Shadow, sequestra Margot e declara seu amor por ela.
Para a surpresa de Margot, seu misterioso sequestrador a trata com todas as considerações que ela esperava. Quando o Red Shadow fica cara a cara com o General Birbeau, o velho desafia o líder rebelde para um duelo. Com a certeza de que jamais mataria seu próprio pai, ele se recusa a lutar, perdendo o respeito dos rifenhos. Azuri (Myrna Loy), a dançarina nativa sinuosa e secreta, pode ser persuadida a responder a alguns desses enigmas, mas somente se for persuadida pelo Capitão Fontaine.
Enquanto isso, dois outros personagens, Benny Kidd (Johnny Arthur), um repórter, e Susan (Louise Fazenda) fornecem o alívio cômico do filme.

## Elenco
- John Boles como Pierre Birbeau / Red Shadow
- Carlotta King como Margot Bonvalet
- Louise Fazenda como Susan
- Myrna Loy como Azuri
- Johnny Arthur como Benny Kidd
- Edward Martindel como General Birbeau
- John Miljan como Capitão Fontaine
- Marie Wells como Clementina
- Jack Pratt como Pasha
- Otto Hoffman como Hasse
- Roberto E. Guzmán como Sid El Kar
- Del Elliott como Rebelde

## Produção

### Refilmagens
Depois de 1935, a versão original de 1929 tornou-se impossível de ser exibida nos Estados Unidos devido ao seu conteúdo da era pre-Code, que incluía insinuações sexuais, humor sugestivamente lascivo, e discussão aberta de temas como a homossexualidade (por exemplo, Johnny Arthur interpreta um personagem obviamente homossexual). Consequentemente, uma refilmagem reformulada foi lançada em 1943, com uma terceira versão sendo lançada em 1953.

## Recepção
A crítica de cinema Violet LeVoit, da Turner Classic Movies, observa:
"Se a Warner Brothers não tivesse se sentado nos rolos completos desse musical Technicolor de duas tiras por cinco meses inexplicáveis, o filme teria vencido Broadway Melody (1929), da MGM, nos cinemas, e desfrutado da distinção de ser o primeiro filme todo falado (e todo cantado?). Mas enquanto Broadway Melody, consideravelmente rígido e enfadonho, ganhou o prêmio de Melhor Filme em 1929, o público moderno encontra mais amor nesta opereta sobre o deserto marroquino ... não só por causa das letras de Oscar Hammerstein, mas por causa da direção de Roy del Ruth, a cinematografia sombria e sensual de Barney McGill, e de como as estrelas John Boles e Carlotta King podem cantar ferozmente as músicas ousadas com mais poder do que outros cantores insignificantes nos primeiros dias de som amplificado".

### Bilheteria
De acordo com Warner Bros. Records, o filme arrecadou US$ 1.549.000 nacionalmente e US$ 1.473.000 no exterior, totalizando mais de US$ 3 milhões mundialmente.

## Trilha sonora
1. "Riff Song"
2. "French Marching Song"
3. "Then You Will Know"
4. "The Desert Song"
5. "Azuri's Dance"
6. "Love's Dear Yearning"
7. "Let Love Go"
8. "One Flower"
9. "One Alone"
10. "Sabre Song"
11. "The Desert Song Ballet"

## Preservação
O filme existe apenas em cópias em preto e branco. Elementos de uma pequena parte de um dos números musicais estão faltando, mas a trilha sonora completa sobrevive intacta em discos Vitaphone.